# (37050) 2000 UW38
2000 UW38 (asteroide 37050) é um asteroide da cintura principal. Possui uma excentricidade de 0.18279030 e uma inclinação de 1.84874º.
Este asteroide foi descoberto no dia 24 de outubro de 2000 por LINEAR em Socorro.